# Finanzrecht
Das Finanzrecht ist ein Rechtsgebiet, das die Gesamtheit von Rechtsnormen umfasst, die sich auf die Staatsfinanzen, die Finanzen der örtlichen Selbstverwaltungen und das Finanzwesen der Unternehmen sowie der Privathaushalte beziehen.

## Allgemeines
Die in einem Staat bestehenden gesetzlichen Vorschriften über das Finanzwesen werden unter der Bezeichnung Finanzrecht zusammengefasst und bilden einen Teil des Verwaltungsrechts. Neben dem Steuerrecht hat es insbesondere die Finanzhoheit von Bund, Ländern, Gemeinden und Gemeindeverbänden aufgrund von Art. 105 GG bis Art. 115 GG zum Inhalt.

## Teilgebiete
Das öffentliche Finanzrecht befasst sich als Teil des öffentlichen Rechts mit Fragen der Beschaffung, Verwaltung, Verteilung und Verwendung von öffentlichen Mitteln. Hierzu gehören insbesondere Finanzausgleich, Haushaltsrecht, Konnexitätsprinzip, öffentlicher Haushalt, Rechnungslegung, Steuern, Staatshaushalt, Subventionen, Zollrecht sowie Finanzaufsicht und Finanzkontrolle.

## Außerhalb des öffentlichen Finanzrechts
Im weiteren Sinne gehört auch das zivilrechtlich geregelte private Finanzrecht dazu. Es umfasst alle übrigen Rechtsgebiete des Finanzwesens, welche die finanziellen Rechtsbeziehungen der Rechtssubjekte auf der Grundlage des Privatrechts regeln. Dabei ist von Bedeutung, dass es sich um Geschäftsbeziehungen zwischen rechtlich – nicht zwingend auch wirtschaftlich – gleichgestellten Rechtssubjekten handeln muss. Es regelt insbesondere das Bankwesen, Geldwesen, Versicherungswesen, Währungs- und Devisenecht, Wertpapierrecht und den Zahlungsverkehr. Es bildet – wie das öffentliche Finanzrecht – einen Teil des Wirtschaftsrechts.